# Anthony Provenzano
Anthony Provenzano (7 mai 1917 - 12 décembre 1988), également connu sous le nom de Tony Pro, était un capo de la faction de la famille criminelle génoise du New Jersey. Provenzano est connu pour son association avec le directeur de l'Union des Teamsters, Jimmy Hoffa.